# Adrenomedullina
Adrenomedullina – organiczny związek chemiczny, hormon polipeptydowy wytwarzany w nadnerczach (zarówno w korze, jak i w rdzeniu), tętnicach (w śródbłonku oraz w mięśniówce), a także w mięśniu sercowym. Powoduje rozkurcz naczyń krwionośnych, obniżenie ciśnienia tętniczego, a także zwiększoną diurezę. Wpływa na prawidłowe ukrwienie mózgu, płuc, mięśni i nerek.
W naczyniorozszerzającym działaniu adrenomedulliny w nerkach pośredniczy tlenek azotu.